# Huang Danwei
Huang Danwei (né le 11 octobre 1972) est un athlète chinois, spécialiste du sprint.

## Biographie
Il remporte la médaille d'or du 200 m lors des championnats d'Asie 1993, à Manille, dans le temps de 20 s 83.

### Palmarès
| Date | Compétition         | Lieu      | Résultat | Épreuve   | Performance |
| ---- | ------------------- | --------- | -------- | --------- | ----------- |
| 1993 | Championnats d'Asie | Manille   | 1er      | 200 m     | 20 s 83     |
| 1994 | Jeux asiatiques     | Hiroshima | 2e       | 4 x 100 m | 39 s 45     |
| 1995 | Championnats d'Asie | Djakarta  | 2e       | 200 m     | 20 s 79     |

### Records
| Épreuve | Performance | Lieu  | Date         |
| ------- | ----------- | ----- | ------------ |
| 200 m   | 20 s 60     | Xi'an | 30 août 1996 |